# Sean Costello

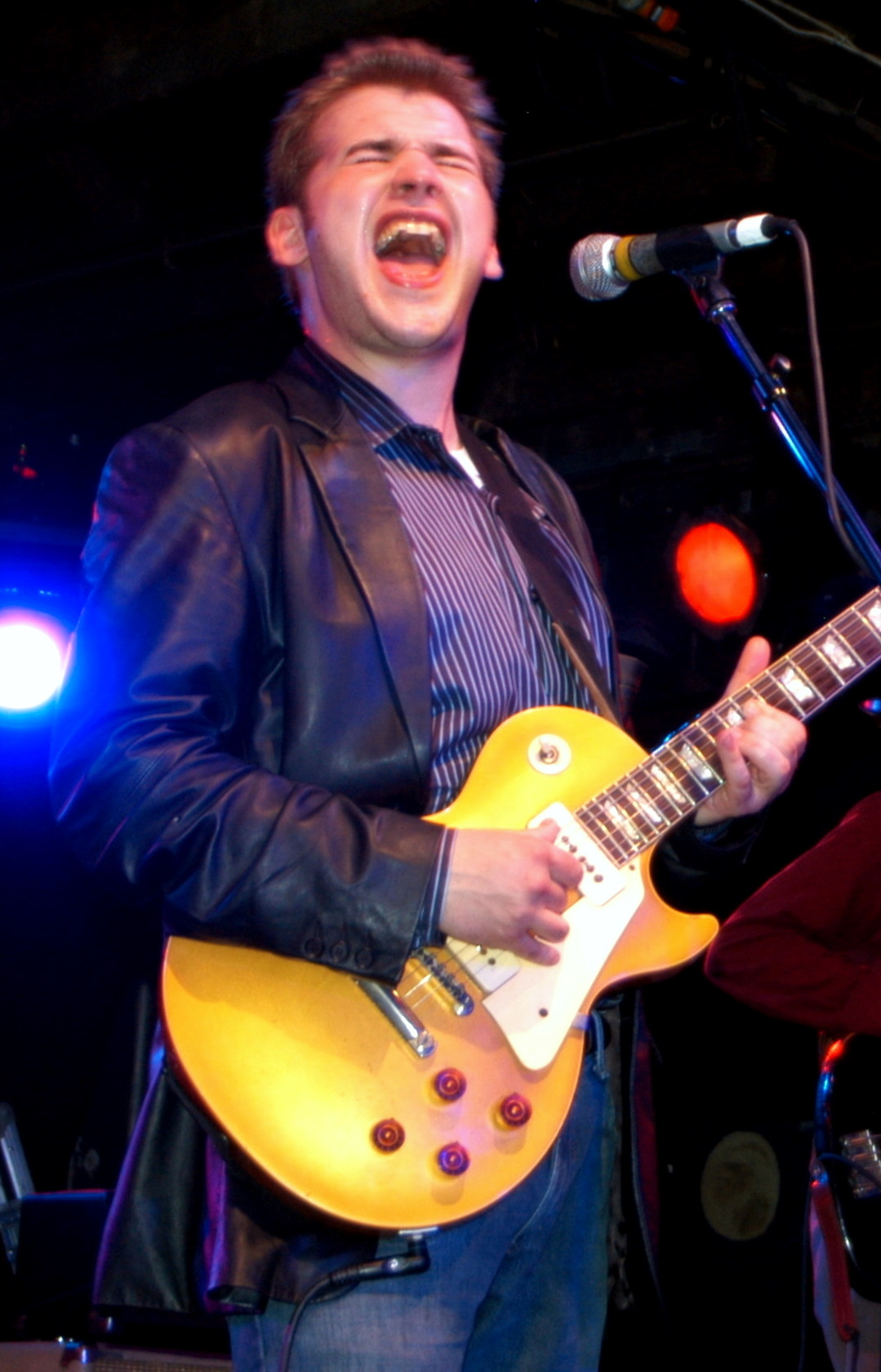
Sean Costello (2005)

Sean Costello (* 16. April 1979 in Philadelphia; † 15. April 2008 in Atlanta, Georgia) war ein US-amerikanischer Blues- und Soul-Sänger, der vor allem durch sein eigenwilliges bluesbasiertes Gitarrenspiel und seine expressive Soulstimme bekannt geworden war. Er veröffentlichte fünf Alben, bevor seine Karriere durch seinen plötzlichen Tod beendet wurde.

## Leben und Karriere
Geboren in Philadelphia, zog er mit seiner Familie im Alter von 9 Jahren nach Atlanta. Mit 14 gewann er dort einen Talentwettbewerb der Beale Street Blues Society  und gründete kurze Zeit später seine erste Band.
Mit 16 spielte er seine erste CD 'Call The Cops' ein. Seine Gitarrenspiel auf Susan Tedeschi's Gold-Album Just Won't Burn (1998) brachte ihm dann einen größeren Ruf ein. Seine Band tourte danach als Begleitband von Susan Tedeschi durch die USA.
Costellos zweites Album Cuttin' 'In brachte ihm noch mehr Aufmerksamkeit ein. Er führte danach ein extensives Tour-Leben mit ca. 300 Auftritten pro Jahr durch die USA und durch Europa.
Durch den Einfluss des ehemaligen The-Band-Mitglieds Levon Helm öffnete sich der Bluesmusiker anderen Stilrichtungen und nahm insbesondere Souleinflüsse mit auf. Dies drückte sich in seinem 2005 veröffentlichten Album Sean Costello aus. Sein 2008 erschienenes Album We Can Get Together wird allgemein als sein bestes betrachtet; es wurde zweifach für den Blues Music Award nominiert.

## Tod
Sean Costello wurde am 15. April 2008 tot in seinem Hotelzimmer in Atlanta aufgefunden. Es stellte sich heraus, dass er an einer zufälligen Überdosis seiner Medikamente starb. Seine Familie gab nach seinem Tode bekannt, dass Sean an einer Bipolaren Störung litt, gegen die er die Medikamente einnahm. Seine Familie gründete nach seinem Tod eine Stiftung zur Erforschung dieser Krankheit, die Sean Costello Memorial Fund for Bipolar Research.

## Diskografie
- 1996: Call The Cops
- 2000: Cuttin' In
- 2001: Moanin' For Molasses
- 2005: Sean Costello
- 2008: We Can Get Together
- 2009: Sean's Blues: A Memorial Retrospective
- 2014: In The Magic Shop